# Te Haumi
Te Haumi est une localité du nord de Île du Nord de la Nouvelle-Zélande.

## Situation
La ville de Te Haumi est localisée au sud-est de la ville de Paihia et au nord-ouest de celle de Opua, située dans la Baie des îles dans la région du  Northland .